# Amblymora pseudoconferta
Amblymora pseudoconferta là một loài bọ cánh cứng trong họ Cerambycidae.